# Eurycea tridentifera
Eurycea tridentifera är en groddjursart som beskrevs av Mitchell och Paul Reddell 1965. Eurycea tridentifera ingår i släktet Eurycea och familjen lunglösa salamandrar. IUCN kategoriserar arten globalt som sårbar. Inga underarter finns listade i Catalogue of Life.